# Paw (Poznań)

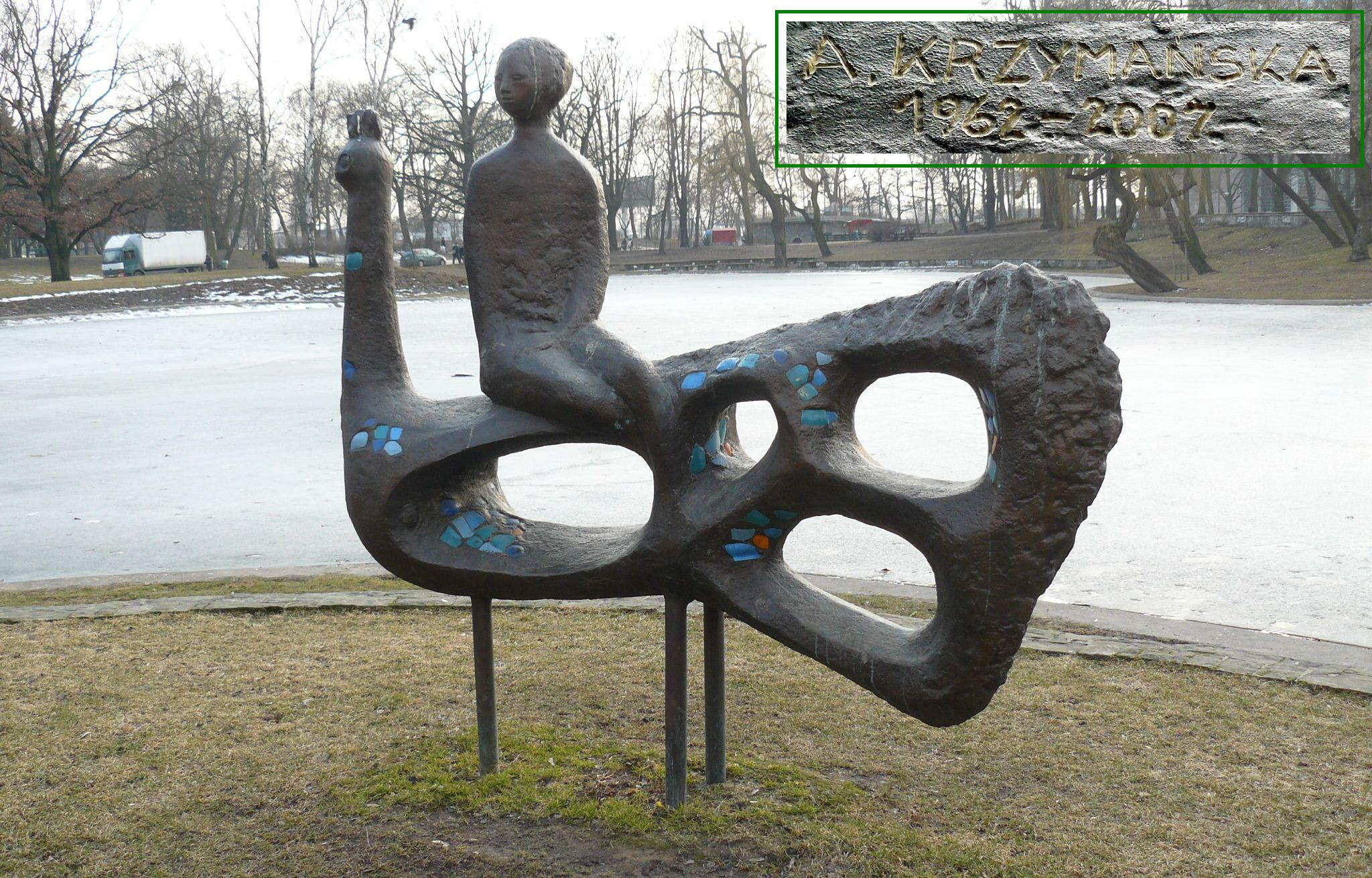
Paw wraz z podpisem autorki

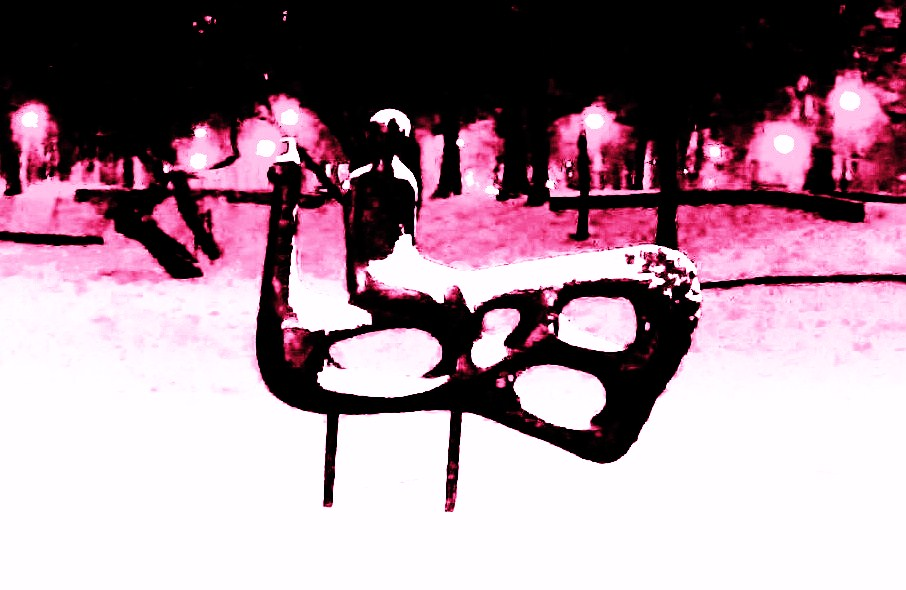
Paw nocą

Paw – rzeźba plenerowa stanowiąca zwornik optyczny Parku Karola Marcinkowskiego w Poznaniu od strony Alei Niepodległości. Stoi pomiędzy ulicą a stawem parkowym, na rozległym trawniku.

## Charakterystyka
Autorką modernistycznego dzieła, przedstawiającego pawia w towarzystwie małej dziewczynki, jest Anna Krzymańska (współautorka m.in. dawnego poznańskiego pomnika Marcina Kasprzaka). Rzeźba stanęła w parku w wyniku zorganizowanego w 1961, konkursu na rzeźbę parkową, odbywającego się w ramach Wielkopolskiego Festiwalu Kulturalnego. Anna Krzymańska swoim Pawiem, zdobyła wtedy pierwszą nagrodę. Dzieło oficjalnie odsłonięto w 1962.
Z czasem, przez lata, obiekt wykonany z betonu zaczął kruszeć i niszczeć. Jesienią 2006 powstała w Urzędzie Miejskim koncepcja odnowienia tej rzeźby. Postanowiono jednak wykonać ją ponownie, tym razem w brązie. Dzieła tego podjął się Benedykt Kasznia, który najpierw uzupełnił ubytki w oryginale, a potem, na jego podstawie, przygotował odlew brązowy. Został on wykonany w przedsiębiorstwie Studio Szymanowo w Szymanowie koło Śremu. Gotową formę przestrzenną osadzono na przygotowanym uprzednio cokole betonowym pod nadzorem Anny Krzymańskiej. Koszt przedsięwzięcia wyniósł 55 tys. złotych. Remont rzeźby przeprowadzono w ramach prac rewitalizacyjnych Parku Marcinkowskiego.